# Wierzchucińskie Błota
Wierzchucińskie Błota (kaszb. Wierzchùcënsczi Błota) - obszar bagienno-torfowiskowy w otulinie Nadmorskiego Parku Krajobrazowego (na skraju Wybrzeża Słowińskiego) na północ od jeziora Żarnowieckiego i na zachód od rzeki Piaśnicy, objęty częściowo rezerwatem przyrody Długosz Królewski w Wierzchucinie. Wierzchucińskie Błota są punktem etapowym dla ptactwa podczas sezonowych przelotów do Skandynawii.